# Ove Johansson

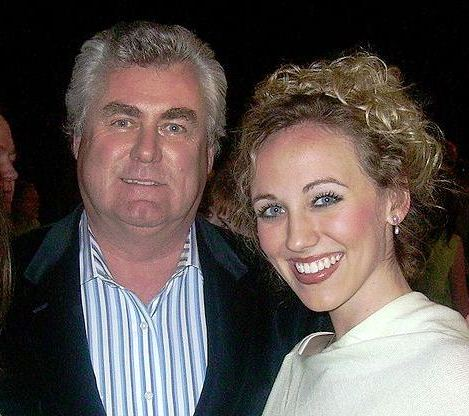
Ove Johansson med dotter Annika

Ove Claes Johansson, född 31 mars 1948 i Göteborg, död 30 september 2023 i Amarillo Texas, var en svensk utövare av amerikansk fotboll. Johansson spelade två matcher för Philadelphia Eagles i NFL 1977, som förste svensk i ligan. Tidigare spelade han amerikansk fotboll som student vid Abilene Christian University (ACU) där han 1976 sparkade det som ännu gäller som världens längsta "fieldgoal" på 63 meter (69 yards).
Johansson bodde i Amarillo i Texas med sin fru April (Bankes) Johansson. Paret har två vuxna barn, Annika och Stefan.